# Guacarí (kommun)
Guacarí är en kommun i Colombia.   Den ligger i departementet Valle del Cauca, i den centrala delen av landet, 260 km väster om huvudstaden Bogotá. Antalet invånare är 31 802.